# Mihai Viteazu (Constanța megye)
Mihai Viteazu község Constanța megyében, Dobrudzsában, Romániában. A hozzá tartozó település Sinoe.

## Fekvése
A település az ország délkeleti részén található, Konstancától északra, a tulceai megyehatár közelében, a Casimcei-fennsíkon.

## Története
A település régi, török neve Sarıyürt. Napjainkban használatos nevét II. Mihály havasalföldi fejedelemről kapta.

## Lakossága
A nemzetiségi megoszlás a következő:
| 2002     | 2002 | 2002   |
| -------- | ---- | ------ |
| Románok  | 3286 | 98,46% |
| Romák    | 45   | 1,34%  |
| Csángók  | 3    | 0,08%  |
| Magyarok | 1    | 0,02%  |
| Törökök  | 1    | 0,02%  |
| Bolgárok | 1    | 0,02%  |
| Összesen | 3337 | 100,0% |